# 서막 (조위)
서막(徐邈, 172년 ~ 249년)은 중국 삼국시대의 위나라의 관료이다. 자(字)는 경산(景山)이며, 유주(幽州) 연국(燕國) 계현(薊縣) 사람이다.

## 생애
조조가 하북(河北)을 평정했을때에 등용되어 승상군모연(丞相軍謀掾)이 된다.

## 같이 보기
- 삼국지 인물 목록